# Emilienne Rochecouste
Emilienne Rochecouste, född 1892, död 1979, var en mauritisk politiker (Parti Travailliste). Hon var den första kvinnliga parlamentsledamoten i Mauritius. 
Hon satt i parlamentet 1948–1953.